# Sersalisia sessiliflora
Sersalisia sessiliflora är en tvåhjärtbladig växtart som först beskrevs av Cyril Tenison White, och fick sitt nu gällande namn av André Aubréville. Sersalisia sessiliflora ingår i släktet Sersalisia och familjen Sapotaceae. Inga underarter finns listade i Catalogue of Life.